# 未来 (プロレスラー)
未来（みらい、本名：北上 知恵美（きたがみ ちえみ）、1982年11月17日 - 2005年9月14日）は、日本の女子プロレスラー。

## 経歴
2001年に全日本女子プロレスに入門。9月23日の後楽園ホールで森居知子戦で本名でのデビュー、平成13年組として期待されていたが2002年に退団。KAIENTAI DOJOに練習生として入団したがデビュー前に退団。
2003年7月、メジャー女子プロレスAtoZの旗揚げに際してリングネームを未来に改名して「Z-SPIRITS」の一員となった。
2005年3月、AtoZを退団してフリーとなった。6月4日、我闘姑娘の板橋グリーンホール大会に、覆面レスラー「流華（るか）」として登場し、零とデイブレイクを結成。その後もK-DOJOに出戻り、参戦するなどして活躍していた。
9月14日、自宅浴槽での事故により死去。22歳没。9月12日のNEO女子プロレスサンピア高崎大会で井上京子・井上貴子戦が最期の試合となった（パートナーは松尾永遠、未来が京子のナイアガラドライバーで敗戦）。
9月18日にNEO・JWP女子プロレス後楽園大会（昼夜興行）に出場予定が組まれていた。未来の急逝に伴い、いずれの大会も追悼セレモニーとしてテンカウントゴングが打ち鳴らされた。JWPでは木村響子戦が予定されていたが、代役としてAtoZ時代の同僚の江本敦子が出場して、これが後のレボルシオン・アマンドラへと繋がる。また、23日の「息吹」ではメインイベントに出場予定だったが、元AtoZ練習生の新人で最後にシングルで対戦した栗原あゆみが代役を務めた。
最期の試合から1年後となる2006年9月12日に「未来メモリアル〜For The Future〜」（M's Style主催）と題した追悼興行が、男女問わずゆかりのレスラー達により新木場1stRINGで開かれた（メインは木村・栗原組vs江本・零組。ポスターのデザインはAtoZ時代の同僚で当時現役を一時退いていた華名が手掛けた）。興行の最後にはレディゴン殿堂に表彰された。

## 得意技
スマッシュマウス
クロスフェイス・オブ・MIRAI

## タイトル歴
- Diamond Jr.5王座

## 入場テーマ曲
- For the future（Do As Infinity）

## DVD
- NEO女子プロレス SUPER SHOW 女子プロレス大感謝祭 in SAPPORO「井上貴子対未来」（NEO PLEX）
- MIDSUMMER TAG TOURNAMENT V 初代タッグ王座決定トーナメント「井上京子、三田英津子組対零、流華組」（NEO PLEX）
- 息吹 IBUKI 第2回大会2005.7.31新木場1STRING 第3回大会2005.9.23新木場1STRING 第4回大会2005.11.13新宿FACE「吉田万里子、未来組対日向あずみ、木村響子組&未来インタビュー」（“息吹”事務局）
- 格闘美Festa「桜花由美対未来」（JDスター）
- M's Style NEW STYLE SYSTEM「栗原あゆみ対未来ほか」（QUEST）
- Lady'sゴングVol.84 SPECIAL DVD「未来名勝負集」（日本スポーツ出版社）

## 写真集
- M2-西尾美香・未来（2004年7月、鹿砦社、撮影：根本誠）ISBN 4-8463-0566-X